# 秩禄処分
秩禄処分（ちつろくしょぶん、旧字体：秩祿處分󠄁）は、明治政府が1876年（明治9年）に実施した秩禄給与の全廃政策である。秩禄とは、華族や士族に与えられた家禄と維新功労者に対して付与された賞典禄を合わせた呼称。経過措置として公債が支給された。支配層がほぼ無抵抗のまま既得権を失ったという点で、世界史的にも稀な例とされる。

## 概要
秩禄処分は、華族・士族の特権であった禄を強制的に取り上げ、期限付きでわずかな利子しか受け取れない公債に替える急進的な改革であった。
秩禄処分には3つの目的があった。
- 禄を期限付き公債に替えることで、無期限の政府支出を回避した
- 禄の数年分の額面の公債を売買可能とすることで、華士族の事業資金に充てた
- 毎年抽選で公債額面を償還することで、政府支出を平準化した

華族・士族と言ってもそのほとんどは士族であり、華族を含めても全人口の5%程度であった士族が、官職につかなくても国家財政の4割弱を受け取れることには批判があった。江戸時代を通じ、士族の土地所有権は次第に否定され、藩や幕府への忠誠および武力の提供と引き換えに禄を受け取るという概念が形成された（蔵米知行）。維新後は、地租改正により農民の土地所有権が国家によって承認される一方で、士族の土地所有権は完全に否定された。廃藩置県により士族の忠誠の対象も消滅した。士族による武力の独占的提供義務は徴兵令で失われ、廃刀令によって士族の特権と誇りも失われつつあった。士族自身も近代国家建設のため旧特権を廃止することの必要性は理解していた。
一方で、旧藩主階級は廃藩置県により藩の債務から解放されたうえで、公債額の算出根拠となる家禄が旧藩収入の一割とされるなど優遇され、華族となることで様々な恩恵を与えられ、また東京居住を強制されることで旧家臣団からは切り離された。これらが、秩禄処分が極めて小さい抵抗の下で実行された理由である。

## 明治初期の財政
江戸時代後期の1867年（慶応3年）に15代将軍の徳川慶喜が大政奉還を行い幕府が解体され、王政復古により明治政府が成立する。
明治政府は抵抗した旧幕臣らとの戊辰戦争における戦費などで発足直後から財政難であった。また旧天領および旗本領などを没収したものの、全国3000万石のうち800万石を確保したのみで、残りの2200万石は各藩が確保したままであった。新政府の維新功労者に対する賞典禄は総額74万5750石、20万3376両の追加出費となっていた。旧幕臣の中には静岡藩に出仕して俸禄を受け取るものもいたが、旗本の中には新政府に出仕する者もおり、公家とあわせて新政府が家禄を支給していた。新政府の華士族に対する家禄支給と賞典禄はあわせて歳出の30パーセント以上を占めていた。これらの受給者の大半は官職に就いていなかった。歳入対象が全国の4分の1程度にとどまる一方で、軍備など多くの歳出は全国規模で行う必要があり、明治政府の財政を困難にしていた。
各藩においては、家臣は藩主が家臣に対して世襲で与えていた俸禄制度を基本に編成、維持されていた。戊辰戦争において各藩の上層部の無能さが明らかになり、下位身分の武士の発言力が増すこととなった。その結果、各藩において上位身分の武士の俸禄を削減し、下位身分の武士の俸禄を増やす禄制改革が行われた。また、津軽藩の帰農法のように武士に農地を与える改革、高知藩の禄券法のように後の秩禄公債と同様な改革が行われた。廃藩置県までに全体としては4割近く俸禄は削減されたが、封建体制の下では限界があり、江戸時代からの負債に加えて戦費による負債が藩財政を圧迫していた。
1869年（明治2年）に大久保利通、木戸孝允（桂小五郎）らの主導で版籍奉還が行われ、藩主は藩知事となるも、各藩の財政の深刻さは改善されなかった。政府は諸藩に対する改革の指令を布告し、財政状態の報告と役職や制度の統一が行われ、旧武士階級は士族と改められた。1870年には公家に対する禄制改革が実施される。
全国の歳入とともに士族への俸禄も政府が一括管理し、最終的には世襲の俸禄制度を廃止することが求められた。

## 廃藩置県後の留守政府の禄制改革議論
1871年（明治4年）4月の廃藩置県により幕藩体制は解消され、政府は全国の歳入および士族を掌握する。歳入は増えたものの管理する士族も増え、明治政府が支給する家禄および賞典禄の合計は、歳入の37%を占めることになった。旧藩主である知藩事は東京に住むことが強制されたが、藩収入の一割が旧藩主家の家禄とされ、かつ藩の債務および旧家臣への俸禄支給義務から解放されたため、旧藩主階級の抵抗は極めて小さかった。ただ一人反抗した島津久光も、一日中花火を上げる憂さ晴らしをしたにとどまった。10月には幕末に諸外国と結ばれた不平等条約の改正（条約改正）などを目的とした岩倉使節団が派遣され、留守政府において禄制改革は進められた。大蔵卿大久保利通に代わり次官大輔井上馨が担当し、地租改正と平行して井上は急進的な改革を提言する。井上の改革案は大蔵少輔吉田清成を派遣して使節団の大久保や工部省大輔伊藤博文に報告されたが、急進的な改革案に岩倉具視や木戸孝允らは難色を示し、審議は打ち切られる。一方で、禄高人別帳が作成されるなど、多元的であった家禄支給体系の一律化が進む。
禄制改革をはじめとする留守政府の政策に対しては反対意見も存在し、農民一揆なども勃発していた。また、留守政府では旧薩摩藩士で参議の西郷隆盛らが朝鮮出兵を巡る征韓論で紛糾しており、薩摩士族の暴発を予防策として家禄制度を維持しての士族階級の懐柔を行うべきであるとする意見も存在していた。1873年（明治6年）1月には徴兵制施行により士族階級の軍事職独占が崩れ、家禄支給の根拠が消失する。

## 大久保政権の禄制改革
同年には岩倉使節団が帰国し、征韓論を巡る明治六年政変で西郷、司法卿江藤新平らが下野し、大久保利通政権が確立する。政変が収束し、11月には禄制改革の協議が再開され、最終処分までの過渡的措置として、家禄に対する税を賦課する家禄税の創設や、大隈重信の提案で家禄奉還制が討議された。岩倉や伊藤は慎重論を唱え、木戸らは反対するが、方針として決定され、12月には再討議を行い、家禄税の創設と「秩禄奉還の法」が太政官布告され自主的な秩禄奉還が決定された。これらの政策は一般には受け入れられるが、禄税の使途や地域格差があるなかでの一律施行に対する不満や、就業の失敗による混乱を危惧する意見も出る。

### 任意の家禄奉還（秩禄公債）
家禄奉還制は、任意で家禄を返上したものに対して事業や帰農など就業のための資金（奉還金）を与えるもので、士族を実業に就かせて経済効率を図ろうとした。自主的な秩禄奉還者に対し、公債を付与した。自主的な秩禄奉還者に対して6年分の俸禄の半分を現金、残りの半分に対して秩禄公債を付与する政策を採った。秩禄公債は、7年間にわたり毎年抽選で償還対象者を選んで元金を全額支払い、それまでは毎年8%の利子を受け取るものであった。公債は政府の初期負担が少なく、また売却可能であり士族がまとまった事業資金を得ることも可能であった。士族の3割程度が応募した。

### 家禄税
家禄税は、家禄のランクに応じて課税し、軍事資金として利用することで士族の理解を得ようとした。5石以上のものに賦課され、税率は2%から35.5%まできめ細かく変わる累進税率であった。全体としては家禄総額の11%が家禄税として合計で徴収された。

### 金禄支給
江戸時代、武士は実際の米と引き換えられる米切手などで現米支給されていた。米価はしばしば変動したため、武士は米切手を実際に消費する米に換えるほか、相場を見て現金に換えていた。すでに地租改正により農民の納税が金納化されており、政府の予算を立案するうえで、米価の変動の大きい現米支給は大きな困難をもたらした。米価は地域によっても異なったため、士族が地域をまたいで移動した場合の困難さもあった。家禄支給を現米から石代として金禄で支給する府県も出現し、米価が値上がりした場合には不満も生じていた。しかし、政府は1875年（明治8年）9月7日の太政官布告138号において禄高の金禄化の全国的な切り替えを実施した。

### 強制的な家禄奉還（金禄公債）
秩禄公債による実験、および金禄支給により強制的な公債切り替えの準備が整った。大隈は太政大臣三条実美を説得して秩禄処分推進の合意を得て、木戸の反対を押し切る形で1876年（明治9年）8月5日の太政官布告108号において、禄制の全面的廃止と強制的な金禄公債切り替えのための金禄公債証書発行条例を公布した。
これに基づいて秩禄を受けていた者の禄高は1875年の府県ごとの貢納石代相場に応じて換算金額（金禄元高）が定められ、それに応じた金禄公債の金額が定められて、翌年から家禄および賞典禄は廃止され公債への引継ぎが強制的に行われるようになった。旧大名を含むすべての華士族は、家禄税を差し引いた秩禄の5年分から14年分の額面の金禄公債証書を受け取り、30年以内に元金を償還することになった。5年間の据え置きの後、毎年抽選で償還対象者が選ばれ、政府が公債証書を回収し額面の金額を支払うことで償還が行われた。利率は秩禄額の多いほうから5%、6%、7%、10%とされた。上級武士ほど不利で、下級武士ほど有利な条件が設定された。それでも対象の多くを占める元下級公家および下級武士の場合、利子は少額であり、インフレもあって生活は厳しかった。一方で旧藩主階級の華族は計算根拠となる家禄が旧藩収入の一割と高めに設定されており、種々の屋敷など資産も多く抱えていたために富豪となるものが続出した。公債は実際に30年後の1906年までに償還が完了した。公債証書は売買可能とされ、多くの士族は売却した。旧藩主階級など余裕のあるものは、銀行や会社設立の資金として投資した。公債証書は市場に事業資本を付与する効果もあった。金禄公債の資金の裏付けとしては、外債が発行された。
華族に対しては華族世襲財産法や第十五国立銀行の設立などの手厚い保護策がとられたが、秩禄対象の大部分を占める士族に対しては効果的な救済政策はとられなかった。

## 士族反乱と士族授産
地租改正による農民一揆と並び、神風連の乱や西南戦争（1877年）など明治初期の士族反乱は、秩禄処分により収入が激減した士族階級の不平が原因であったと考えられているが、一方で士族反乱に参加した士族の大半は金禄公債証書発行以前から政府を批判しており、また決起の趣旨に秩禄処分が挙げられているケースが少ない事も指摘されている。士族の救済政策として士族授産が行われ、屯田兵制度による北海道開発も実施された。
しかし、秩禄処分によって武士の生活が苦しくなったのも事実で、金禄公債の金利（下級武士に充てられた7分付き公債の場合）の日割額は当時の東京の労働者の最低賃金の1/3であったとされており、金禄公債を売って生活の足しにする者も少なくなかった。例えば、鳥取県の1882年の報告書によれは、全士族の9割が既に金禄公債を売却していた。1883年の統計によると、全士族約41.8万人のうち現職官公吏（軍人含む）もしくは府県議会の選挙権を持つ有権者（地租5円以上で非官公吏）の合算は全体の37.6%であったという。逆に言えば全体の2/3が没落士族に相当したといえる。

## 臨時秩禄処分調査会
秩禄公債、金禄公債が発行されて、家禄制度は全廃、整理されたが、これらの処分に関して異議を唱える者もあり、1897年（明治30年）10月に家禄賞典禄処分法（明治30法50号）、1899年（明治32年）3月には家禄賞典禄処分法施行法（明治32法84号）が公布され、請願が許された。また大蔵省に臨時秩禄処分調査委員会と臨時秩禄課が置かれ、審査に当たった。以後、29万2000余人の請願が審議され、1905年（明治38年）に終了したが、なおも処分の再審を求める者が出て、1919年（大正8年）5月、臨時秩禄処分調査会が設けられ、理財局が事務を扱った。